# 안토니니아누스

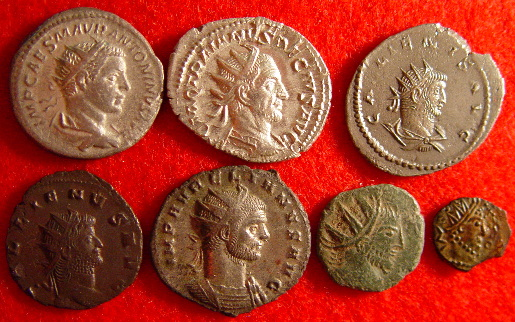
1열: 엘라가발루스 (은 218~222 AD),
트라야누스 데키우스 (은 249-251 AD),
갈리에누스 (은동 합금 253–268 AD 아시아 조폐소);
2열: 갈리에누스 (구리 253–268 AD),
아우렐리아누스 (은도금 270–275 AD),
야만족 모조품 (구리),야만족 모조품 (구리)

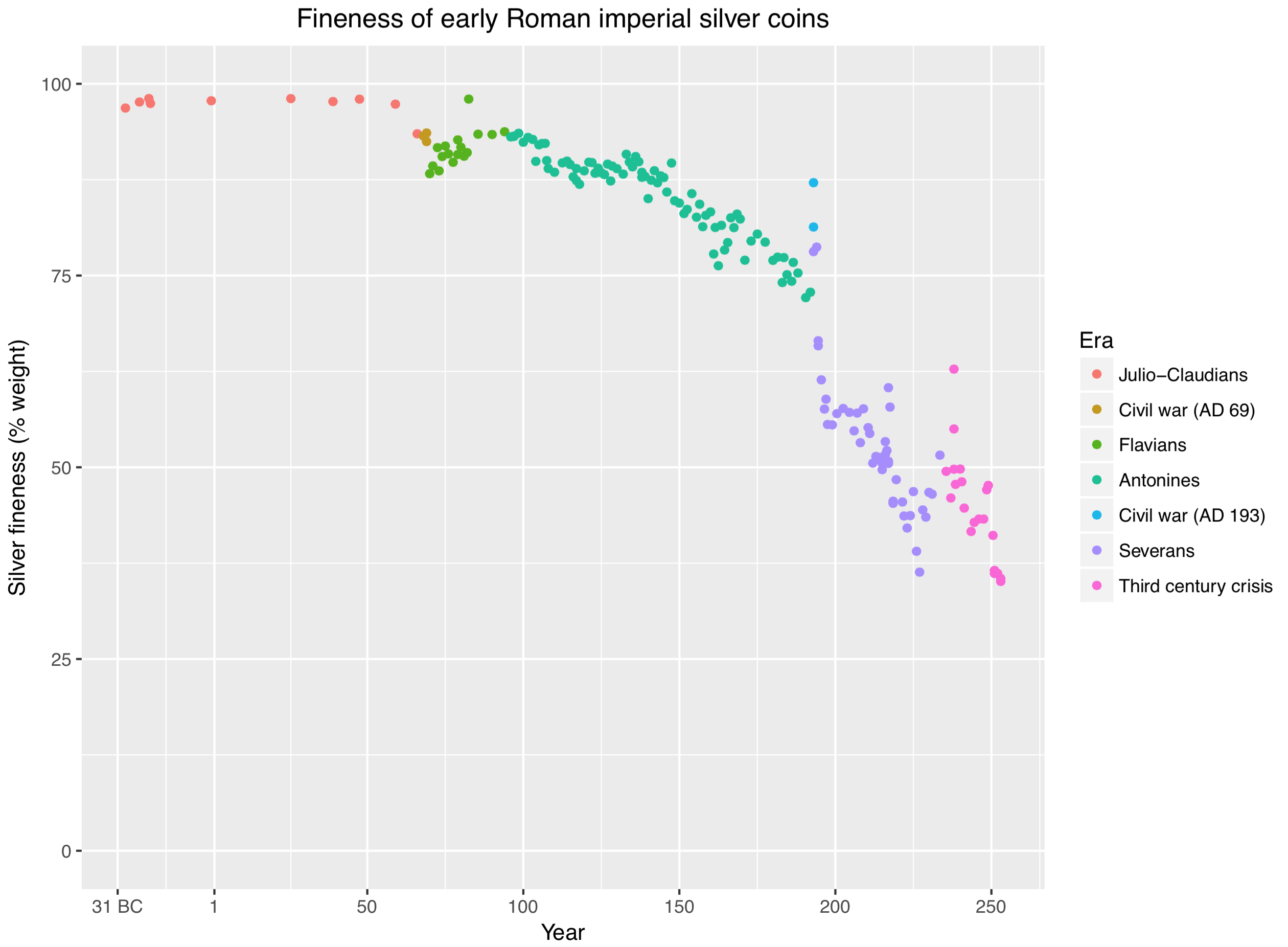
서기 215년에 도입된 안토니니아누스는 데나리우스 은 함량의 지속적인 감소를 막지 못했다

안토니니아누스 또는 화폐 개혁 이전의 태양관 동전은 로마 제국 시대에 사용되었으며 2 데나리우스의 가치를 가졌던 것으로 추측된다. 본래는 은으로 주조되었지만, 점차 은이 청동으로 대체되어 질적 저하가 일어나 은 함량이 최소화되었다. 해당 동전은 서기 215년초 카라칼라에 의해 도입되었다. 안토니니아누스는 데나리우스와 비슷한 은화였지만, 약간 크기가 더 크고 황제가 태양관을 쓰고 있는 것으로 그려져 있어 두 배의 액면가를 가지고 있음을 나타냈다. 안토니니아니는 여성(보통 황제의 아내)을 묘사할 때 초승달 위에 위치해 있는 상체 형상을 특징으로 했다.
안토니니아누스는 도입 당시에도 은 함량이 데나리우스의 1.5배에 불과했다. 이로 인해 인플레이션이 발생했는데, 사람들은 데나리온을 재빨리 쌓아두었고 (그레셤의 법칙), 시장의 구매자와 판매자 모두 새로운 동전의 내재적 가치가 낮다는 것을 인식하고 이를 감안해 물건의 가격을 올렸다. 은화의 원료 공급이 어렵게 된 이유는 로마 제국이 더 이상 새로운 영토를 정복하지 않아 새로운 공급이 일어나지 않았으며, 이베리아 은광이 고갈되었고, 일련의 군인 황제들과 찬탈자들이 지지자들의 군대에 봉급을 지급하고 충성심을 사기 위해 동전을 다량 발급했기 때문이다. 안토니니아누스의 새로운 발행본은 이전 발행본보다 은의 함량이 줄었고, 이로 인해 인플레이션이 계속 심화되었다.
서기 271년에 아우렐리아누스는 안토니니아누스의 평균 무게를 늘렸는데, 이 변화는 일시적으로만 지속되었다. 이 무렵, 수수께끼의 XXI 표식이 처음으로 안토니니아누스의 뒷면에 표시되기 시작돠었다. 이 표식의 진정한 의미는 여전히 학계에서 논란의 대상이지만 아마도 20:1의 은 비율(4.76%)을 나타내는 것으로 추측된다. (현재는 마모된 표면에 은이 풍부하게 함유되었던 것을 감안한다면 본래는 5%였을 수 있음).
3세기말쯤 안토니니아니는 세스테르티우스와 같은 오래된 청동 동전을 녹여 재활용한 청동으로 거의 전부 주조되었다. 엄청난 양의 주화가 주조되었는데, 유통되고 있던 주화의 상당수는 당시에 위조된 주화였으며, 종종 잘못된 명문과 디자인이 새겨져 있었다. 당시 낱개의 동전은 사실상 가치가 없었고 수백만 단위의 동전들이 분실되거나 폐기되었다. 그 결과 발생한 상황은 지폐의 무분별한 발행으로 발생한 1920년대 독일 바이마르 공화국 당시의 초인플레이션과 비슷했다. 3세기 말부터는 일련의 통화 개혁들이 새로운 단위의 동전들을 발행해 쇠퇴를 막으려 시도해 안토니니아누스는 더 이상 사용되지 않게 되었다.

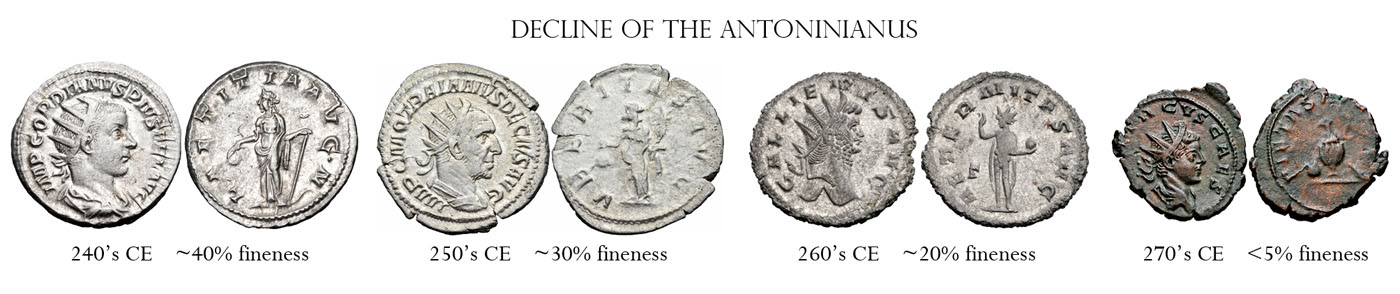
안토니니아누스 은 순도의 급격한 감소

오늘날 이러한 동전의 대부분은 아이밀리아누스, 마르쿠스 아우렐리우스 마리우스, 퀴에투스, 레갈리아누스 등 몇 가지 희귀한 예를 제외하고는 매우 흔히 발견되는 동전이다.
현대의 화폐학자들은 "안토니니아누스"라는 이름을 사용하는 데, 고대에 무엇이라고 불렸는지 알 수 없기 때문이다. 히스토리아 아우구스타 (일반적으로 신뢰성이 낮음)는 여러 차례 안토니누스(2세기 후반과 3세기 초에 즉위한 여러 황제들의 이름)의 이름을 딴 은화에 대해 언급한다. 카라칼라의 은화가 새롭게 발행되었고, 그는 즉위한 이후 안토니누스를 자신의 새로운 이름의 일부로 삼았기에, 학자들은 (아마도 거짓일 가능성이 높지만) 그것과 연관을 지었고 해당 명칭이 붙었다.